# John Bull (compositore)
John Bull (Somerset, 1562 – Anversa, 15 marzo 1628) è stato un compositore, organista e musicista fiammingo-inglese.
Fu piuttosto rinomato per il suo virtuosismo alla tastiera e molte delle sue composizioni erano dedicate a questo strumento.

## Biografia
John Bull nacque probabilmente ad Hereford, in Inghilterra, attorno al 1562/1563. Nel 1573 entrò a far parte del coro della Cattedrale di Hereford e l'anno dopo divenne fanciullo cantore della Cappella Reale, dove poté studiare con John Blitheman e William Hunnis; contemporaneamente al canto, ebbe la possibilità di studiare organo.
Nel 1586 si diplomò ad Oxford e divenne Gentiluomo della Cappella Reale; nel 1591 ne diventò l'organista; l'anno seguente ricevette il dottorato e nel 1596 divenne il primo maestro di musica al Gresham College, su precisa raccomandazione della regina Elisabetta, che lo ammirava grandemente. Alla morte di Elisabetta, entrò a servizio del re Giacomo I. Si andava in quegli anni definendo la sua reputazione di valente compositore, clavicembalista ed improvvisatore. Nel 1607 sposò Elizabeth Walter, dalla quale ebbe una figlia.
Tuttavia, a causa di una relazione con una donna sposata, fu cacciato dal collegio di Gresham, nel quale non tornerà mai più.
Dopo aver pubblicato sette pezzi per virginale nel Parthenia, Bull lasciò segretamente e in tutta fretta l'Inghilterra (1613) fuggendo dalla collera dello stesso re Giacomo e dell'Arcivescovo di Canterbury.
Si rifugiò nei Paesi Bassi, dove per un po' di tempo fu coperto e ospitato dall'inviato inglese William Trumbull. Costui, però, a lungo andare temette per la propria posizione e si schierò dalla parte del re.
Bull rimase comunque nei Paesi Bassi, dove nessuno sembrava trovarlo, e nel 1615 fu nominato aiuto-organista presso la cattedrale di Anversa e poi nel 1617 organista titolare.
Nei Paesi Bassi, Bull scrisse numerose lettere, anche al sindaco di Anversa, nelle quali raccontava di essere fuggito dall'Inghilterra per motivi di religione, dicendo di essere cattolico. Apparentemente, sembra, tutti gli credettero.
Ad Anversa incontrò sicuramente Jan Pieterszoon Sweelinck, uno dei clavicembalisti più influenti dell'epoca, del quale subì grandemente l'influsso.
Negli anni Venti del '600 continuò la sua carriera di musicista, compositore ed organista, finché il 15 marzo 1628 si spense nella sua abitazione. 
Fu seppellito nel cimitero presso la cattedrale di Anversa.

## L'Opera
John Bull è sicuramente uno dei maggiori compositori del XVII secolo, superato solamente dal connazionale William Byrd, da Frescobaldi e da Sweelinck.
Ha lasciato numerose composizioni per virginale, quasi tutte contenute nel Fitzwilliam Virginal Book. Hanno queste composizioni un carattere brillante e capriccioso: un esempio ne è La caccia del Re.
La sua unica pubblicazione risale al 1612, e comprende la già citata serie di sette pezzi, inclusi nella raccolta Parthenia dedicata alla principessa Elisabetta.
In Inghilterra ha scritto inoltre l'anthem God the Father, God the Son.
La maggioranza dei suoi lavori appartiene al periodo fiammingo, caratterizzato da una anticipazione dello stile contrappuntistico del successivo Bach.
La maggioranza della musica composta prima del 1613 è andata perduta: in parte distrutta, rubata da altri o mistificata in altre composizioni.
Spesso è considerato l'autore dell'inno nazionale inglese, God Save the Queen.